# Max Edelmann (Unternehmer)
Max Edelmann (* 28. November 1874 in München; † 16. September 1940 ebenda) war ein deutscher Fabrikant wissenschaftlicher Instrumente.

## Leben
Max Edelmann war der jüngere Sohn des Physikers Max Thomas Edelmann. Er besuchte ab 1885 das humanistische Münchner Maximiliansgymnasium und legte 1894 die Abiturprüfung ab, unter anderem mit Jussuf Murad Bey Ibrahim, Benno Bing, Fritz Bühlmann, Ludwig Merzbacher, Michael Ostheimer, dem späteren Oberstleutnant in türkischen Diensten Ernst Paraquin (1876–1956) und dem zukünftigen Schriftsteller Arthur Schubart (1876–1937). Anschließend studierte er Physik an der Technischen Hochschule München und der Ludwig-Maximilians-Universität München. Wie sein Vater und sein älterer Bruder Otto wurde er 1894 Mitglied des Corps Germania München. An der Universität München wurde er 1898 zum Dr. phil. promoviert. Von 1900 bis 1903 war er Volontärassistent am Elektrotechnisches Laboratorium der Technischen Hochschule München. Später wurde er zum Professor ernannt.
Zunächst Teilhaber wurde er nach dem Tod seines Vaters 1913 Inhaber der Fa. Prof. Dr. M. Th. Edelmann & Sohn, Physikalisch-Mechanisches Institut, Fabrikation wissenschaftlicher Instrumente eigener Konstruktion in München. Nach dem Ersten Weltkrieg entwickelte er den seit 1903 in der Firma bearbeiteten Elektrokardiographen entscheidend weiter, womit "Edelmann" zu einem führenden Hersteller von EKG-Geräten wurde.
Er war gerichtlich beeidigter Sachverständiger für das gesamte Kraftfahrtwesen. In der Berufsgenossenschaft für Feinmechanik und Elektrotechnik war er stellvertretender Vertreter der Sektion 10. Des Weiteren war er Dozent der Münchner Volkshochschule. Am Ersten Weltkrieg nahm er als Oberleutnant der Landwehr (Nachrichtentruppe) teil; 1918 war er zum bayerischen Kriegsministerium kommandiert. Verheiratet war er mit Emilie, geborene Graf (2 Söhne).

## Auszeichnungen
- Eisernes Kreuz II. und I. Klasse
- Militärverdienstorden (Bayern)
- Sankt-Stanislaus-Orden